# Iglesia de Nuestra Señora de la Encarnación (Íllora)
La iglesia de Nuestra Señora de la Encarnación, de la localidad española de Íllora en la provincia de Granada, fue mandada a construir por los Reyes Católicos después de la conquista del municipio, en 1486. La iglesia se levantó sobre terreno probablemente ocupado por una mezquita primero y por una iglesia mudéjar después, que coexistiría con la actual hasta 1754. Las obras se iniciaron en 1541 con las trazas de la capilla mayor y la torre, a cargo de Diego de Siloé. Las obras de la nave corrieron a cargo de Juan de Maeda, continuadas hasta mediados del siglo XVIII, con trabajos en la bóveda de las naves y el coro y, las portadas son de Diego de Pesquera.

## Descripción
La construcción es de estilo renacentista aunque con rasgos góticos, es de nave rectangular, con capillas hornacinas poco profundas alojadas entre los contrafuertes. 
La nave está dividida en cuatro tramos por pilastras que rematan en una cornisa que recorre toda la iglesia, separando el cuerpo de capillas de las partes altas, donde se abren las ventanas de vuelta redonda. La capilla mayor es rectangular, con un arco carpanel poco profundo que cobija el retablo barroco con un tabernáculo neoclásico de mármol. Las pilastras del arco toral son distintas de las de la nave y denotan su carácter más antiguo. Se cubre por bóveda de las del mismo tipo que las de la nave, que sin duda son imitación de ésta.
La torre se levanta detrás de la cabecera. Es un simple prisma muy alto y macizo, con sólo dos ventanas decoradas con motivos de conchas y otros temas. La sacristía, que se aloja en la parte baja de la torre, posee un techo de artesonado que presenta figuras antropomorfas y zoomorfas muy bien labradas. 
El exterior de la iglesia es sencillo y monumental a la vez. Los contrafuertes se hacen ver de una forma muy ligera en la base para desarrollarse en la parte alta del edificio, que cuenta con dos portadas, una frontal (la de San Pedro) y otra lateral (de la Encarnación), ambas con doble cuerpo (obras de Diego de Pesquera), destacando en la primera el cuerpo superior con hornacina rematada con frontón trapezoidal. En la lateral, de estilo manierista, destaca un grupo escultórico de la Anunciación de gran expresividad.
Su construcción comenzó en 1541 siguiendo las directrices de Diego de Siloé, siendo continuada por Martín de Bolívar y sus herederos hasta que, en 1560 lo sustituye Pedro de Pontones, en 1564 Juan de Alcántara y entre 1567 y 1575 Juan de Riaño quien construye el cuerpo de ventanas y la cubierta. A Francisco Navajas y Francisco Otero les debemos las bóvedas de la nave construidas en 1701 y a Pedro Fernández Bravo el coro alto de mediados de siglo XVIII; de finales de este siglo es la Sacristía Nueva.
En el interior de la iglesia, además de su órgano tubular (en desuso, construido por la familia Pavón a finales del siglo XVIII) y su importante archivo parroquial, muy bien conservado y uno de los más importantes de la provincia, destacan algunas pinturas procedentes del Convento de San Francisco del siglo XVIII y una serie de esculturas.
Digno de mención, como pieza excepcional, un Cristo Crucificado de proporciones menores al natural de Diego Sánchez Sarabia (segunda mitad del siglo XVIII) hoy localizado dentro del tabernáculo del altar mayor, de una factura sorprendente, de un naturalismo y originalidad en su composición de cuatro clavos con los pies cruzados. 
Como obras pictóricas destacan "La Inmaculada" y la "Trinidad" de Diego Sánchez Sarabia del siglo XVIII siguiendo los modelos de Alonso Cano y Mena, "la Virgen de Belén” del círculo del maestro racionero Alonso Cano y "El Apostolado" de Diego Sánchez Sarabia.
En su interior se veneran, entre otras tallas, la de San Rogelio (patrón de Íllora), el Stmo. Cristo de la Veracruz (Eduardo Espinosa Cuadros, 1940-1944), Ntro. Padre Jesús Nazareno (atribuido a José Navas-Parejo), María Stma. de los Dolores y el Stmo. Cristo de la Juventud.